# Museu de Jaén

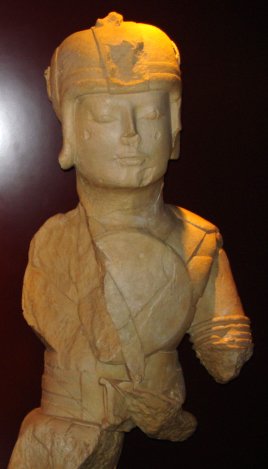
Guerrer de la doble armadura (Art iber)

El Museu de Jaén (anteriorment Museu Provincial de Jaén) té la seva seu a la ciutat de Jaén. Acull dues exposicions permanents, una de Belles arts i una altra d'Arqueologia, albergant també diferents exposicions temporals.

## Història
El Museu Provincial de Jaen té el seu origen en el Museu de Pintura (1846), amb seu en el Convent de la Companyia de Jesús. Les obres que es mostraven en aquest museu procedien de la desamortització de Mendizábal. El 1914 el museu va passar a denominar-se Museu Provincial de Belles arts, fixant la seva seu en el Palau de la Diputació de Jaén. El director en aquesta època era Alfredo Cazabán Laguna.
El 1920 el polític de Jaén José del Prat y Palacio va impulsar la construcció d'una nova seu en uns terrenys adquirits en el Paseo de la Estación; l'arquitecte encarregat de l'obra va ser Antonio Flórez Urdapilleta, fill de Justino Flórez Llamas.
El 1969 el Museu Provincial de Belles arts es va fusionar amb el Museu Arqueològic (fundat el 1963 a instàncies de l'Instituto de Estudios Giennenses de la Diputació Provincial), donant lloc al Museu Provincial de Jaén, de titularitat estatal i gestionat per la Conselleria de Cultura de la Junta d'Andalusia. Des d'aquest any la institució es va fer càrrec de la conservació i custòdia de diverses col·leccions patrimonials de la província de Jaén.

## Edifici
L'edifici principal, obra d'Antonio Flórez, es localitza amb la façana al Paseo de la Estación, situat sobre una plataforma horitzontal respecte al nivell del carrer, salvada per dos trams d'escales. De tipus regionalista i realitzat en carreuada de pedra, és de planta quadrada amb tres altures (planta baixa, entreplanta i segona planta) i amb quatre torrasses en els seus vèrtexs. L'edifici es troba envoltat d'un petit jardí. La façana principal incorpora l'antiga portada del desaparegut Pósito de Labradores! obra de Francisco del Castillo el Viejo (1548); i a l'antic pati interior (cobert en l'actualitat) es localitza la portada renaixentista de la desapareguda Església de San Miguel, atribuïda a Andrés de Vandelvira. En aquest mateix pati s'exhibeix el conjunt escultòric del Cortijo del Pajarillo (Huelma), d'època ibèrica.

## Col·leccions
L'edifici compta amb dues seccions permanents, la d'Arqueologia i la de Belles arts. La secció d'Arqueologia està en la planta baixa, mentre que la planta alta està dedicada a les exposicions permanents de Belles arts.
- La secció d'Arqueologia consta de set sales i dues entreplantes. Es pot fer un recorregut per la història de la província des de l'època prehistòrica fins a l'era hispanomusulmana a través de les diferents col·leccions de terrisseria i metall, escultures i joies d'aquestes èpoques. Destaca així mateix la col·lecció de mosaics romans, una reproducció a escala 1:1 de la càmera sepulcral de Toya, diverses làpides romanes amb inscripcions i el sarcòfag paleocristià de Martos.

- La secció de Belles arts consta de nou sales: les dues primeres acullen obres del segle xiii a XVIII, mentre que les restants estan dedicades als segles XIX i XX. Les obres són de diversos estils pictòrics, prestant especial atenció a autors de la província de Jaén com Manuel Ángeles Ortiz o el més recent Manuel Kayser Zapata, que gaudeixen de gran representació. També acull obres de Fausto Olivares Palacios, José Nogué Massó, Antonio López García, Rafael Zabaleta Fuentes o Federico Madrazo, entre altres autors.[2]

Les instal·lacions del Museu compten amb dos edificis annexos, realitzats per Luis Berges Roldán a partir de 1965 seguint l'arquitectura popular de Jaén. El situat a l'oest de l'edifici principal, oferint façana al carrer Crist Rei, és l'edifici administratiu, on se situen les oficines, els laboratoris i els magatzems. El situat al nord serveix per albergar exposicions temporals en les plantes baixa i primera; en el soterrani se situa l'exposició permanent corresponent a les escultures de Porcuna, d'època ibèrica.

## Peces destacades
- Llop del Pajarillo, escultura ibera.
- Guerrero de la doble armadura.[3][4]
- Sarcófago paleocristiano de Martos.
- Escultures de Porcuna.[5]